# Daet
Daet é um município de  primeira classe de renda municipal (d) na província Camarines Norte, nas Filipinas. De acordo com o censo de 1 de maio  de  2020 possui uma população de 111 700 pessoas e 25 413 domicílios.